# Музей витончених мистецтв (Сент-Пітерсбург)
Музей витончених мистецтв (Сент-Пітерсбург, Флорида; Museum of Fine Arts) (англ. Museum of Fine Arts (St. Petersburg)) — музей красних мистецтв в місті Сент-Пітерсбург, Флорида.

## Історія
Музей було відкрито 1965 року. Фундатором нового муейного закладу була Маргарет Стюарт Ачесон (1896-1980).
Колишня старовинна споруда була перебудована. Прибудоване нове крило музею з північного боку споруди. Це дозволило перетворити музей на сучасний комплекс із власними кафе, садом скульптур, бібліотекою, збільшити площі музейної крамниці.

## Фонди

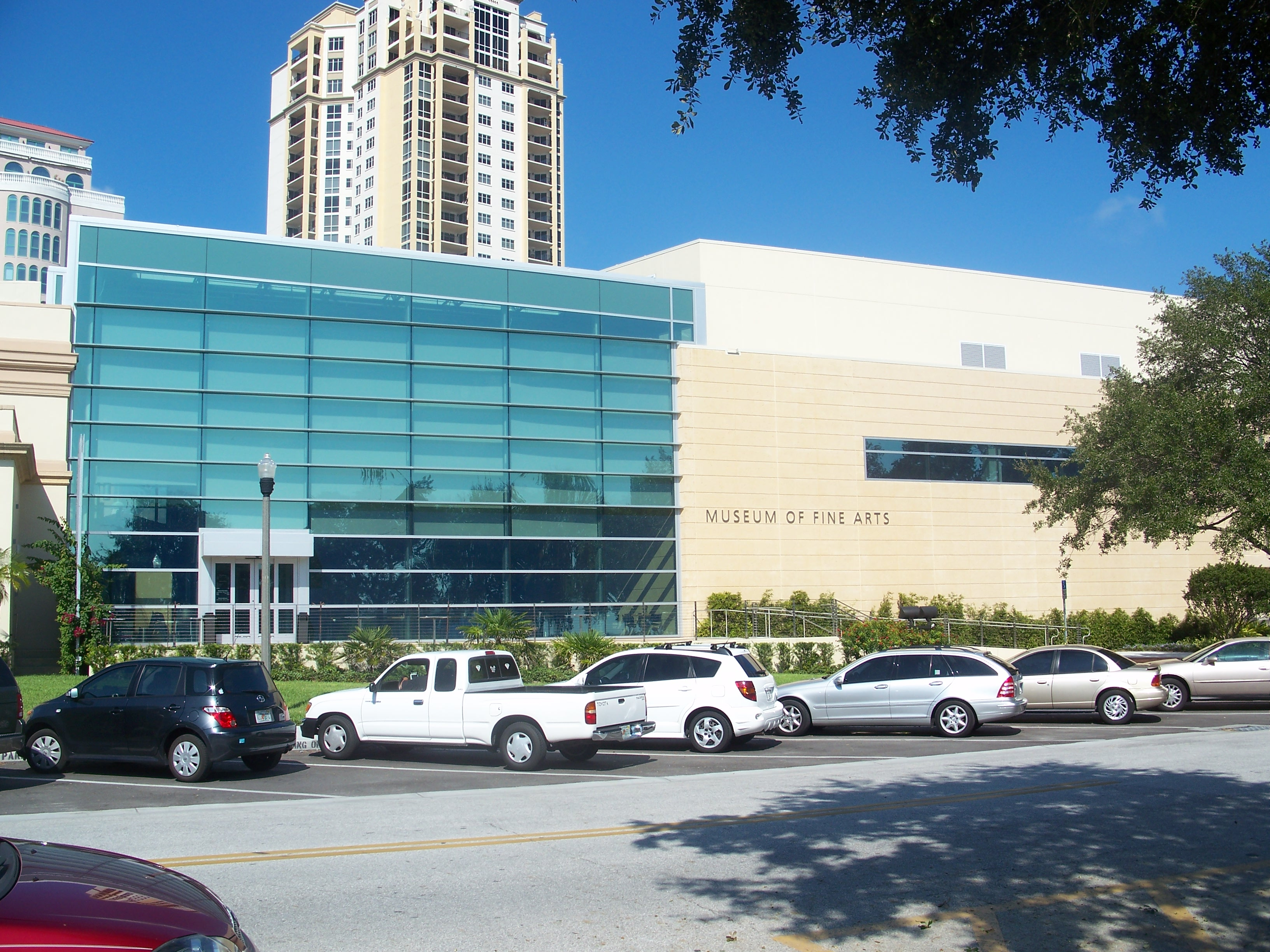
Нова прибудова музею.

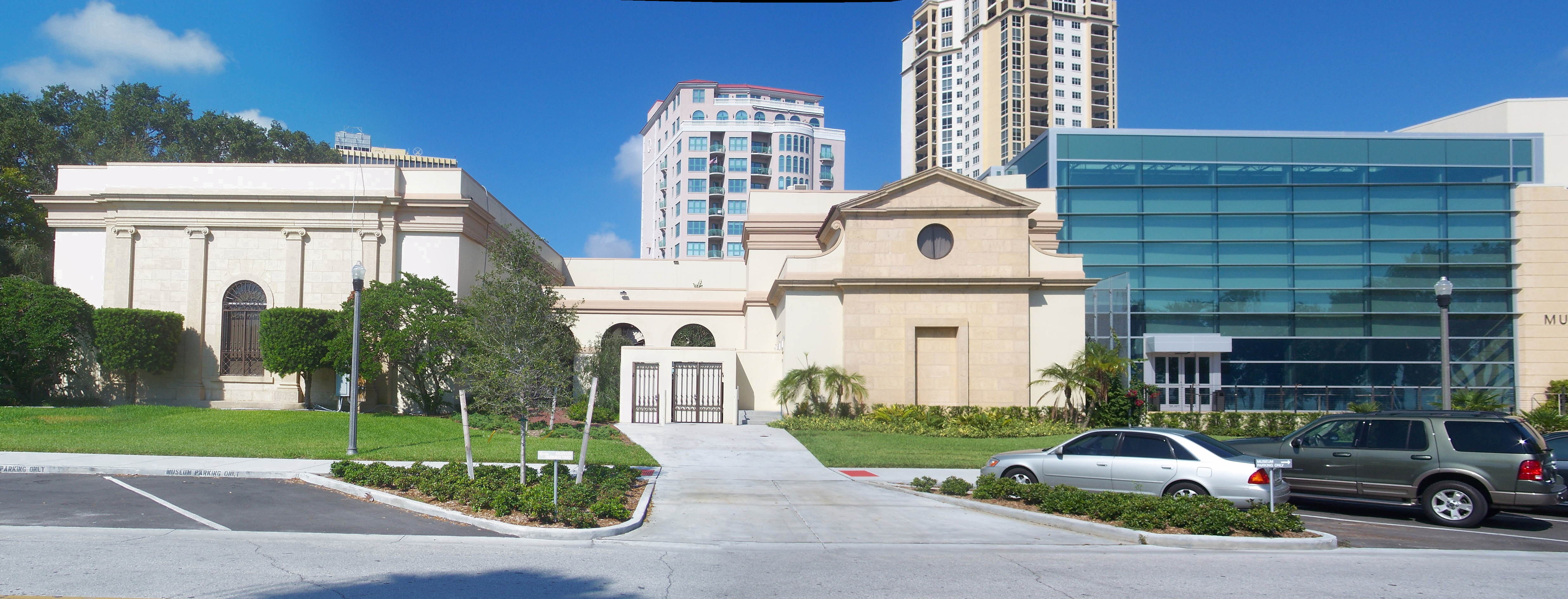

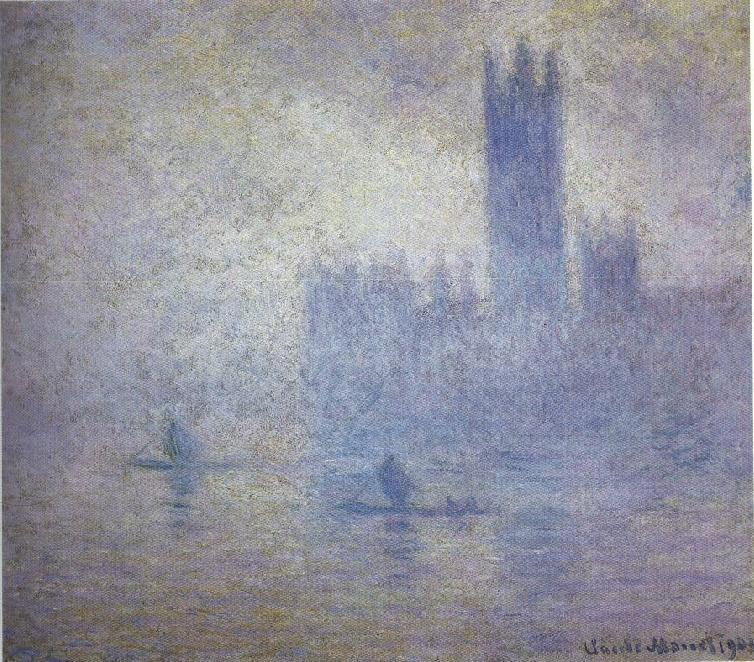
Клод Моне «Будівля парламента, Лондон. Ефект тумана», 1904 р.

Музей перебуває в стані становлення. Однак в фондах музею вже є чимало творів мистецтва від сивої старовини до 20 століття (живопис, скульптура, фото, твори мистецтва країн Азії, порцеляна, вироби зі скла, ювелірні вироби). Серед них - 
- Абрахам Блумарт «Христос і самарянка біля колодязя», до 1626 р.
- Едвард Кольєр, натюрморт «Марнота марнот»
- Ян Брейгель молодший, натюрморт «Квіти в вазі»
- Бартоломео Естебан Мурільйо «Поклоніння пастухів», 1668 р.
- Луї Сільвестр молодший «Персей рятує Арсиною», 1719 р.
- Джордж Ромні «Портре юриста Арчібальда Робертсона», 1782 р.
- Гюбер Робер, «Фонтан в парку», до 1785 р.
- Берта Морізо, «Дівчина з книгою», 1888 р.
- Елізабет Віже-Лебрен «Портрет Джулії як богині рослин Флори»
- Каміль Коро, «Пейзаж з лісовою галявиною і ставком», до 1870 р.
- Ежен Ізабе, «Рибальське селище», 1852 р.
- Клод Моне «Будівля парламента, Лондон. Ефект тумана», 1904 р.
- Хоакін Соролла «Пляж»
- Поль Сезан, «Понтуаз. Ліс», до 1875 р.
- Джорджия о'Киф «Квітка червоного мака»
- Чайлд Гассам «Улюблений будинок»,
- Роберт Генрі «Сільська дівчинка Лілі», 1915 р.
- Рандел Деві, «Портрет співака Поля Робсона», до 1925 р.
- Балком Грин (Balcomb Greene), «Порт Неф. Осінь», 1967 р.
- твори мистецтва країн Азії (Індія, Японія)
- колекції скульптур (Огюст Роден та американські скульптори)
- збірка давньогрецької кераміки
- колекції кераміки, порцеляни і скла

## Адреса
255 Beach Drive N.E., St. Petersburg, FL 33701, (727) 896-2667